# Catherine Manners, Duquesa de Rutland
Catherine Manners, Duquesa de Rutland (nascida Noel; 10 de agosto de 1657 – 24 de janeiro de 1733) foi uma nobre inglesa. Foi a terceira esposa de John Manners, 1.º Duque de Rutland, e mãe do segundo duque. Foi conhecida como Lady Roos entre 1673 e 1679, e como Condessa de Rutland entre 1679 e 1703.

## Biografia
Catherine era filha de Baptist Noel, 3.º Visconde de Campden, e da sua esposa, Elizabeth Bertie. Casou-se com o Duque de Rutland a 8 de janeiro de 1673, quando este ainda era conhecido como Lorde Roos, herdeiro de John Manners, 8.º Conde de Rutland. Catherine era quase vinte anos mais nova do que o marido. Lorde Roos havia-se divorciado da sua primeira esposa, Anne Pierrepont, num processo sem precedentes: o primeiro divórcio legal a ocorrer desde a Reforma Inglesa no século XVI. A sua segunda esposa, Diana Bruce, faleceu durante o parto em 1672, após menos de um ano de matrimónio. Herdou o condado do pai em 1679 e foi elevado à dignidade ducal em 1703, o que fez de Catherine a primeira a ostentar o título de Duquesa de Rutland.
O duque e a duquesa tiveram três filhos:
- John Manners, 2.º Duque de Rutland (1676–1721), com descendência;
- Catherine Manners (1675–1722), casou-se com John Leveson-Gower, 1.º Barão Gower, com descendência;
- Dorothy Manners (c. 1690–1734), casou-se com Baptist Noel, 3.º Conde de Gainsborough, com descendência.

O pai e a mãe da duquesa faleceram com cerca de um ano de intervalo, em 1682 e 1683, respetivamente. O duque morreu em 1711, na residência da família, o Castelo de Belvoir. A sua viúva mudou-se posteriormente para Lindsey House, em Chelsea, que arrendou a parentes seus, os condes de Lindsey; ali permaneceu até à sua morte.
O retrato de Catherine foi pintado por Sir Godfrey Kneller.